# Arnold Bobok
Arnold Bobok (9. dubna 1876 Slovenská Ľupča – 31. října 1924 Banská Bystrica) byl slovenský římskokatolický kněz, československý politik a meziválečný poslanec Národního shromáždění za Hlinkovu slovenskou ľudovou stranu (před rokem 1925 oficiální název Slovenská ľudová strana).

## Biografie
Byl synem Michala Boboka a Márie rozené Kmeťové. Vystudoval gymnázium v Banské Bystrici a kněžský seminář v Budapešti, po jehož dokončení v roce 1899 byl vysvěcen na kněze. Působil v Banské Bystrici, kde od roku 1901 vyučoval filozofii a dogmatickou teologii v kněžském semináři; později se stal jeho ředitelem, od roku 1911 v něm vyučoval slovenštinu. Počátkem 20. století spoluzaložil v Banské Bystrici křesťansko-sociální dělnický spolek a stal se jeho předsedou, v letech 1907 až 1909 vedl tímto spolkem vydávané Naše noviny. Po první světové válce působil krátce jako ředitel dívčí střední školy, v roce 1920 se stal kanovníkem.
Po parlamentních volbách v roce 1920 získal poslanecké křeslo v Národním shromáždění. Zvolen byl na společné kandidátce Slovenské ľudové strany a celostátní Československé strany lidové. V roce 1921 ovšem slovenští poslanci vystoupili ze společného poslaneckého klubu a nadále již fungovali jako samostatná politická formace. Po jeho smrti obsadil jeho poslanecké křeslo Jozef Sivák. Patřil k pravicovému křídlu slovenských ľudáků. Působil jako místopředseda Matice slovenské.
Podle údajů k roku 1920 byl profesí správcem kanceláře v Banské Bystrici. Funkci zastával až do své smrti.
Zemřel v říjnu 1924.